# Вильфранш-де-Лораге
Вильфра́нш-де-Лораге́ (фр. Villefranche-de-Lauragais, окс. Vilafranca de Lauragués) — коммуна во Франции, находится в регионе Юг — Пиренеи. Департамент — Верхняя Гаронна. Административный центр кантона Вильфранш-де-Лораге. Округ коммуны — Тулуза.
Код INSEE коммуны — 31582.

## География
Коммуна расположена приблизительно в 610 км к югу от Парижа, в 32 км к юго-востоку от Тулузы.
На юго-западе коммуны протекает река Эр-Мор.

## Климат
Климат умеренно-океанический. Зима мягкая и снежная, весна характеризуется сильными дождями и грозами, лето сухое и жаркое, осень солнечная. Преобладают сильные юго-восточные и северо-западные ветры.

## Население
Население коммуны на 2010 год составляло 4106 человек.
| 1962 | 1968 | 1975 | 1982 | 1990 | 1999 | 2010 |
| ---- | ---- | ---- | ---- | ---- | ---- | ---- |
| 2522 | 2771 | 2948 | 3127 | 3316 | 3348 | 4106 |

## Администрация
| Период | Период | Фамилия                         | Партия | Примечания |
| ------ | ------ | ------------------------------- | ------ | ---------- |
| 1944   | 1965   | Жорж Тюрин                      |        |            |
| 1965   | 1971   | Р. Альяс                        |        |            |
| 1971   | 2001   | Пьер Изар                       |        |            |
| 2001   | 2020   | Мари-Клод Боннафу-Пикмаль-Думан |        |            |

## Экономика
В 2010 году среди 2480 человек трудоспособного возраста (15—64 лет) 1927 были экономически активными, 553 — неактивными (показатель активности — 77,7 %, в 1999 году было 70,9 %). Из 1927 активных жителей работали 1786 человек (930 мужчин и 856 женщин), безработных было 141 (59 мужчин и 82 женщины). Среди 553 неактивных 177 человек были учениками или студентами, 216 — пенсионерами, 160 были неактивными по другим причинам.

## Достопримечательности
- Церковь Успения Божьей Матери (1364 год). Исторический памятник с 1927 года[4]
- Замок Барель (XVIII век). Исторический памятник с 1990 года[5]

## Фотогалерея
- Церковь Успения Божьей Матери
- Церковь Успения Божьей Матери
- Карта коммуны